# British Empire Games 1950/Boxen
Die Boxwettkämpfe der Herren bei den British Empire Games 1950 wurden vom 4. Februar bis zum 11. Februar im neuseeländischen Auckland ausgetragen. Insgesamt wurden 23 Medaillen in acht Gewichtsklassen vergeben.

## Medaillengewinner
| Klasse                        | Gold                            | Silber                     | Bronze                     |
| ----------------------------- | ------------------------------- | -------------------------- | -------------------------- |
| Fliegengewicht (– 50,8 kg)    | Hugh Riley Schottland           | K. Edwin Sri Lanka         | Marcus Temple Südafrika    |
| Bantamgewicht (– 53,5 kg)     | Jan van Rensburg Südafrika      | Albert Perera Sri Lanka    | Len Walters Kanada         |
| Federgewicht (– 57,2 kg)      | Henry Gilliland Schottland      | Andy Verceuil Rhodesien    | Peter Brander England      |
| Leichtgewicht (– 61,2 kg)     | Ronny Latham England            | Billy Barber Australien    | Eddie Haddad Kanada        |
| Weltergewicht (– 66,7 kg)     | Terry Ratcliffe England         | Bill Seewitz Australien    | Alex Obeyesekera Sri Lanka |
| Mittelgewicht (– 72,6 kg)     | Theunis van Schalkwyk Südafrika | James Beal Neuseeland      | Bill Pinkus Kanada         |
| Halbschwergewicht (– 79,4 kg) | Don Scott England               | Chris Rollinson Neuseeland | Jack Taylor Australien     |
| Schwergewicht (+ 79,4 kg)     | Frank Creagh Neuseeland         | Sid Cousins Australien     |                            |

## Medaillenspiegel
| Rang | Land                  | Gold | Silber | Bronze | Gesamt |
| ---- | --------------------- | ---- | ------ | ------ | ------ |
| 1    | England               | 3    | 0      | 1      | 4      |
| 2    | Südafrikanische Union | 2    | 0      | 1      | 3      |
| 3    | Schottland            | 2    | 0      | 0      | 2      |
| 4    | Neuseeland            | 1    | 2      | 0      | 3      |
| 5    | Australien            | 0    | 3      | 1      | 4      |
| 6    | Ceylon                | 0    | 2      | 1      | 3      |
| 7    | Südrhodesien          | 0    | 1      | 0      | 1      |
| 8    | Kanada                | 0    | 0      | 3      | 3      |
|      | Gesamt                | 8    | 8      | 7      | 23     |